# Список птахів Бермудських Островів
Це перелік видів птахів, зафіксованих на території Бермудських Островів. За даними Бермудського Одюбонівського товариства (BAS), авіфауна Бермудських Островів налічує загалом 387 видів, з яких 10 були інтродуковані людьми. 104 види є незвичайними, 61 — рідкісними і 145 — дуже рідкісними. Екваторіальний буревісник раніше гніздився на Бермудах, однак нині вважається бродячим. Кульон ескімоський вважається вимерлим.

## Позначки
Наступні теги використані для виділення деяких категорій птахів.
- (U) Незвичайний — вид, який трапляється на Бермудах регулярно, однак у невеликій кількості;
- (R) Рідкісний — вид, який трапляється на Бермудах не кожного року
- (VR) Дуже рідкісний — вид, зафіксований менше 15 разів
- (I) Інтродукований — вид, інтродукований на Бермуди

## Гусеподібні(Anseriformes)
Родина: Качкові (Anatidae)

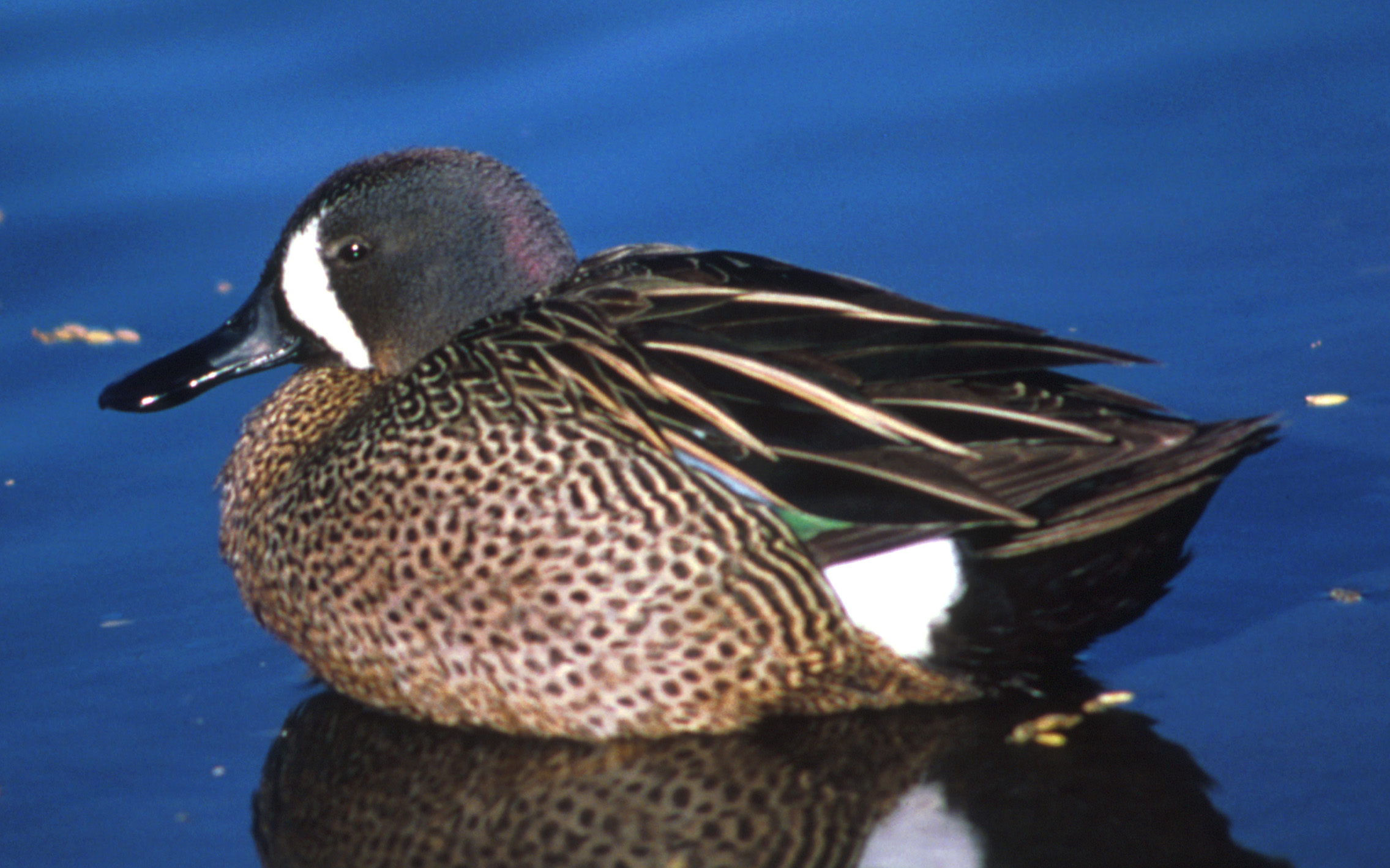
Чирянка блакитнокрила є одним з найбільш поширених видів перелітних качок Бермудських Островів

- Свистач червонодзьобий, Dendrocygna autumnalis (VR)
- Свистач кубинський, Dendrocygna arborea (VR)
- Свистач рудий, Dendrocygna bicolor (VR)
- Гуска біла, Anser caerulescens (U)
- Гуска Росса, Anser rossii (VR)
- Гуска білолоба, Anser albifrons (VR)
- Казарка чорна, Branta bernicla (VR)
- Казарка канадська, Branta canadensis (U)
- Лебідь-шипун, Cygnus olor (VR)
- Лебідь чорнодзьобий, Cygnus columbianus (VR)
- Каролінка, Aix sponsa (U)
- Чирянка велика, Spatula querquedula (VR)
- Чирянка блакитнокрила, Spatula discors
- Широконіска північна, Spatula clypeata (U)
- Нерозень, Mareca strepera (U)
- Свищ євразійський, Mareca penelope (U)
- Свищ американський, Mareca americana (U)
- Крижень звичайний, Anas platyrhynchos (I)
- Крижень американський, Anas rubripes (U)
- Шилохвіст північний, Anas acuta (U)
- Чирянка американська, Anas carolinensis
- Попелюх довгодзьобий, Aythya valisineria (VR)
- Попелюх американський, Aythya americana (VR)
- Чернь канадська, Aythya collaris'
- Чернь білоока, Aythya nyroca (VR)
- Чернь чубата, Aythya fuligula (VR)
- Чернь морська, Aythya marila (R)
- Чернь американська, Aythya affinis (U)
- Турпан білолобий, Melanitta perspicillata (VR)
- Турпан горбатодзьобий, Melanitta deglandi (VR)
- Синьга американська, Melanitta americana (VR)
- Морянка, Clangula hyemalis (R)
- Гоголь малий, Bucephala albeola (U)
- Гоголь зеленоголовий, Bucephala clangula (R)
- Крех жовтоокий, Lophodytes cucullatus
- Крех великий, Mergus merganser (U)
- Крех середній, Mergus serrator (U)
- Савка американська, Oxyura jamaicensis (U)

## Фламінгоподібні(Phoenicopteriformes)
Родина: Фламінгові (Phoenicopteridae)
- Фламінго червоний, Phoenicopterus ruber (VR)[1][2]

## Пірникозоподібні(Podicipediformes)
Родина: Пірникозові (Podicipedidae)
- Пірникоза рябодзьоба, Podilymbus podiceps
- Пірникоза червоношия, Podiceps auritus (R)
- Пірникоза сірощока, Podiceps grisegena (VR)
- Пірникоза чорношия, Podiceps nigricollis (VR)

## Голубоподібні(Columbiformes)
Родина: Голубові (Columbidae)
- Голуб сизий, Columba livia (I)

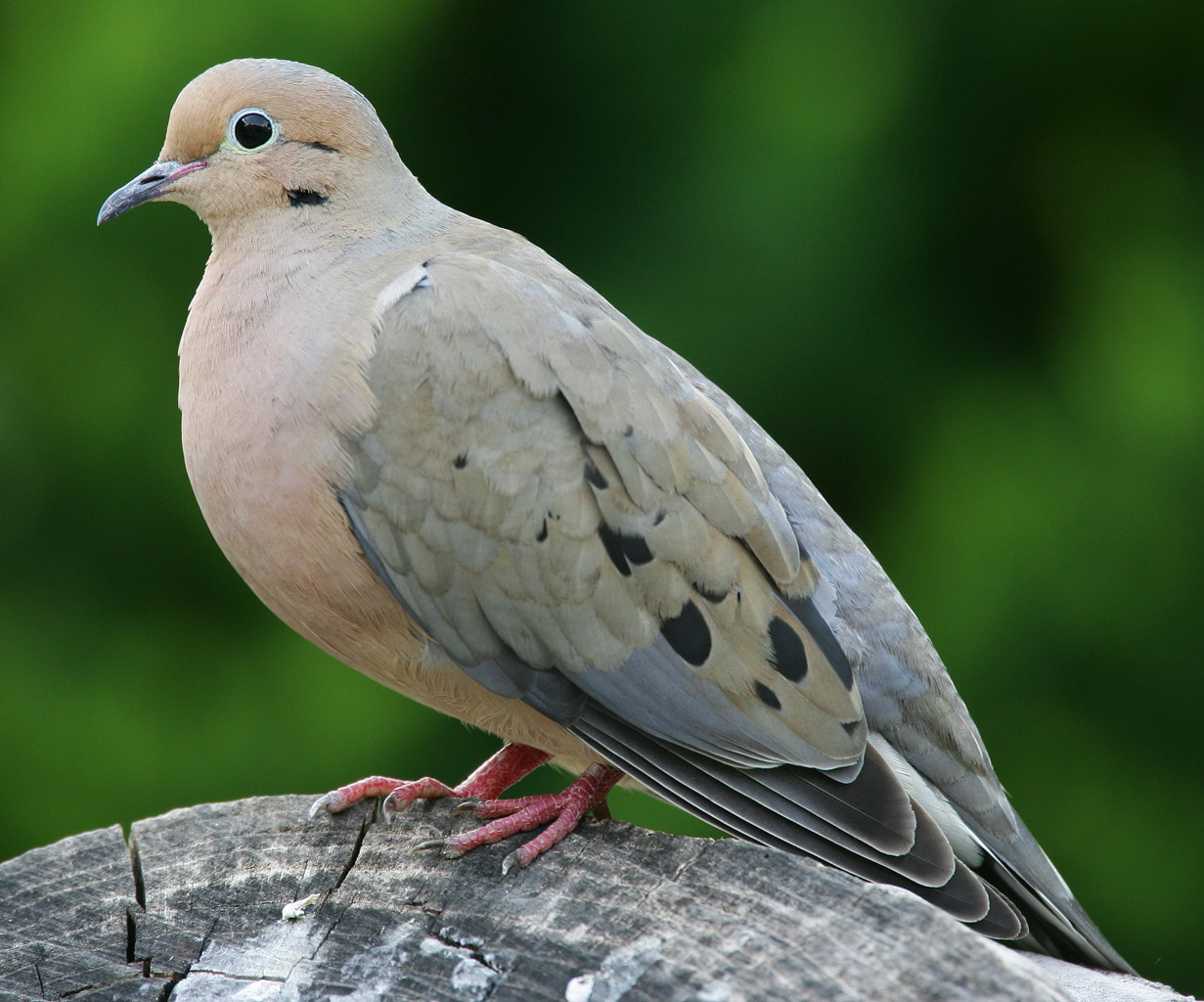
Зенаїда північна вперще з'явилася на Бермудах в кінці 1950-х і нині є досить поширеною

- Талпакоті строкатоголовий, Columbina passerina
- Zenaida asiatica(інші мови) (VR)
- Зенаїда північна, Zenaida macroura

## Зозулеподібні(Cuculiformes)
Родина: Зозулеві (Cuculidae)
- Кукліло північний, Coccyzus americanus
- Кукліло чорнодзьобий, Coccyzus erythropthalmus (U)

## Дрімлюгоподібні(Caprimulgiformes)
Родина: Дрімлюгові (Caprimulgidae)
- Анаперо малий, Chordeiles acutipennis (VR)
- Анаперо віргінський, Chordeiles minor (U)
- Анаперо антильський, Chordeiles gundlachii (VR)
- Дрімлюга канадський, Antrostomus vociferus (VR)

## Серпокрильцеподібні(Apodiformes)
Родина: Серпокрильцеві (Apodidae)
- Свіфт західний, Cypseloides niger (VR)
- Голкохвіст східний, Chaetura pelagica (U)
- Серпокрилець чорний, Apus apus (VR)

Родина: Колібрієві (Trochilidae)
- Колібрі рубіновогорлий, Archilochus colubris (R)

## Журавлеподібні(Gruiformes)
Родина: Пастушкові (Rallidae)

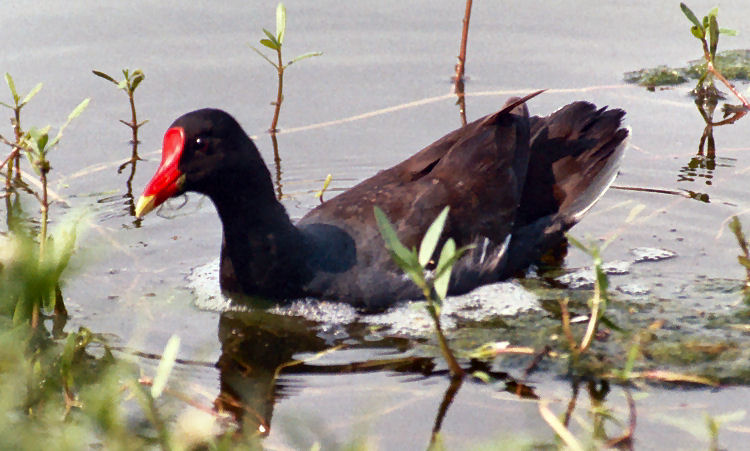
Курочка латиноамериканська гніздиться на ставках

- Пастушок узбережний, Rallus crepitans (VR)
- Пастушок віргінський, Rallus limicola (U)
- Деркач лучний, Crex crex (VR)
- Погонич каролінський, Porzana carolina (U)
- Курочка латиноамериканська, Gallinula galeata
- Лиска американська, Fulica americana
- Султанка пурпурова, Porphyrio porphyrio (VR)
- Porphyrio martinicus (U)
- Погонич-пігмей жовтий, Coturnicops noveboracensis (VR)
- Погонич американський, Laterallus jamaicensis (VR)

Родина: Журавлеві (Gruidae)
- Журавель канадський, Antigone canadensis (VR)

## Сивкоподібні(Charadriiformes)
Родина: Чоботарові (Recurvirostridae)
- Himantopus mexicanus (R)
- Чоботар американський, Recurvirostra americana (R)

Родина: Сивкові (Charadriidae)

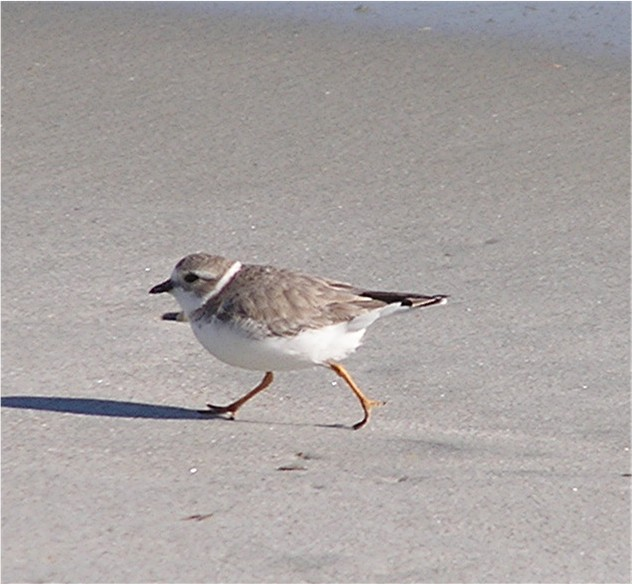
Пісочник жовтоногий є рідкісним на Бермудських Островах

- Чайка чубата, Vanellus vanellus (VR)
- Сивка морська, Pluvialis squatarola
- Сивка американська, Pluvialis dominica
- Сивка бурокрила, Pluvialis fulva (VR)
- Хрустан євразійський, Charadrius morinellus (VR)
- Пісочник крикливий, Charadrius vociferus
- Пісочник канадський, Charadrius semipalmatus
- Пісочник жовтоногий, Charadrius melodus (U)
- Пісочник довгодзьобий, Charadrius wilsonia (VR)

Родина: Баранцеві (Scolopacidae)

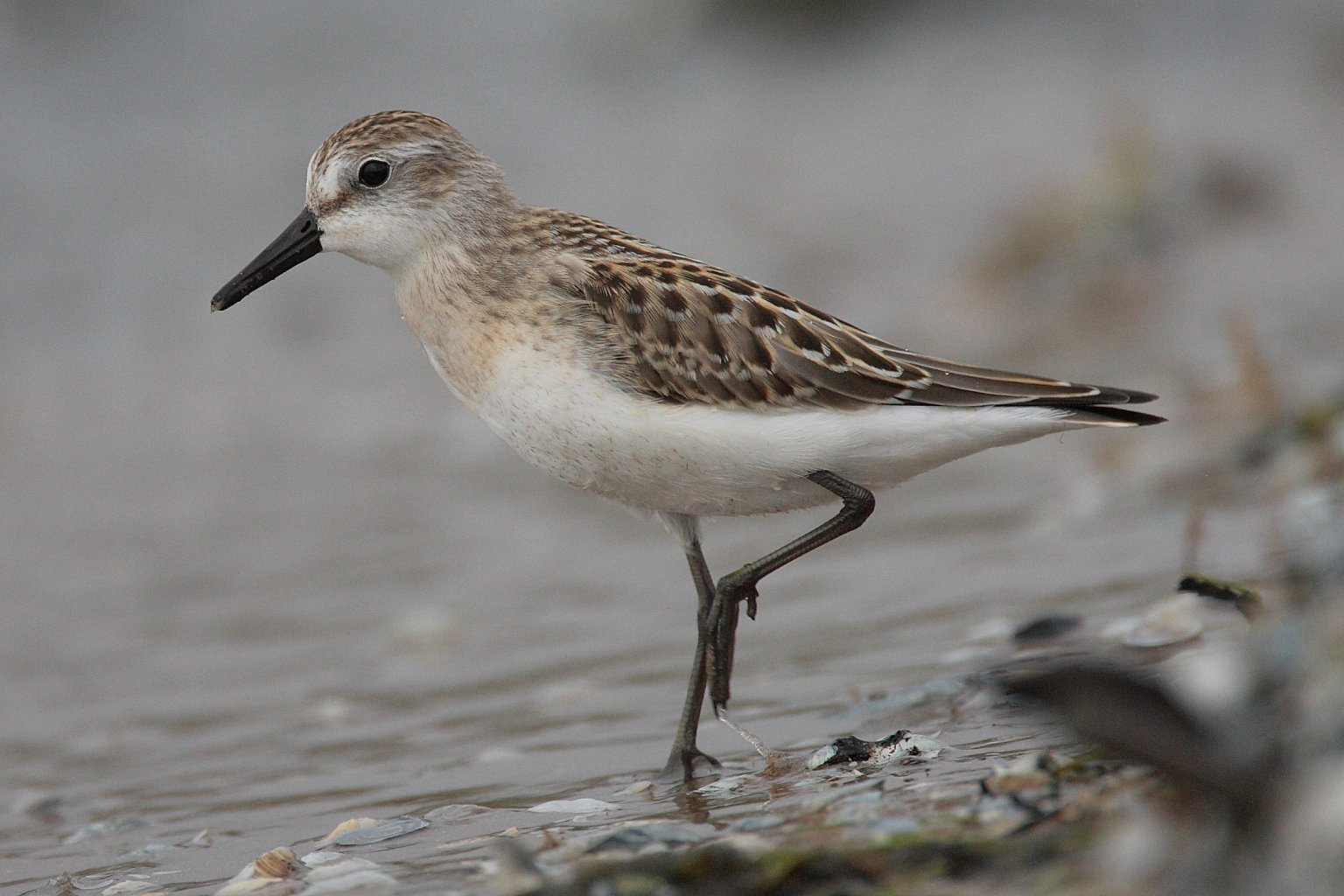
Побережник тундровий є одним з найпоширеніших перелітних куликів Бермудських Островів

- Бартрамія, Bartramia longicauda (U)
- Кульон гудзонський, Numenius hudsonicus (U)
- Кульон ескімоський, Numenius borealis (ймовірно вимер)
- Кульон великий, Numenius arquata (VR)
- Грицик малий, Limosa lapponica (VR)
- Грицик канадський, Limosa haemastica (VR)
- Крем'яшник звичайний, Arenaria interpres
- Побережник ісландський, Calidris canutus (U)
- Брижач, Calidris pugnax (R)
- Побережник гострохвостий, Calidris acuminata (VR)
- Побережник довгоногий, Calidris himantopus
- Побережник червоногрудий, Calidris ferruginea (VR)
- Побережник рудоголовий, Calidris ruficollis (VR)
- Побережник білий, Calidris alba
- Побережник чорногрудий, Calidris alpina (U)
- Побережник морський, Calidris maritima (VR)
- Побережник канадський, Calidris bairdii (R)
- Побережник малий, Calidris minuta (VR)
- Побережник-крихітка, Calidris minutilla
- Побережник білогрудий, Calidris fuscicollis
- Жовтоволик, Calidris subruficollis (U)
- Побережник арктичний, Calidris melanotos
- Побережник тундровий, Calidris pusilla
- Побережник аляскинський, Calidris mauri (U)
- Неголь короткодзьобий, Limnodromus griseus
- Неголь довгодзьобий, Limnodromus scolopaceus (R)
- Слуква американська, Scolopax minor (VR)
- Баранець звичайний, Gallinago gallinago (VR)
- Gallinago delicata
- Набережник плямистий, Actitis macularius (U)
- Коловодник малий, Tringa solitaria
- Коловодник жовтоногий, Tringa flavipes
- Коловодник американський, Tringa semipalmata (U)
- Коловодник великий, Tringa nebularia (VR)
- Коловодник строкатий, Tringa melanoleuca
- Коловодник болотяний, Tringa glareola (VR)
- Плавунець довгодзьобий, Phalaropus tricolor (R)
- Плавунець круглодзьобий, Phalaropus lobatus (VR)
- Плавунець плоскодзьобий, Phalaropus fulicarius (VR)

Родина: Поморникові (Stercorariidae)
- Поморник великий, Stercorarius skua (R)
- Поморник антарктичний, Stercorarius maccormicki (R)
- Поморник середній, Stercorarius pomarinus (U)
- Поморник короткохвостий, Stercorarius parasiticus (U)
- Поморник довгохвостий, Stercorarius longicaudus (U)

Родина: Алькові (Alcidae)
- Люрик, Alle alle (VR)
- Гагарка мала, Alca torda (VR)
- Іпатка атлантична, Fratercula arctica (VR)

Родина: Мартинові (Laridae)

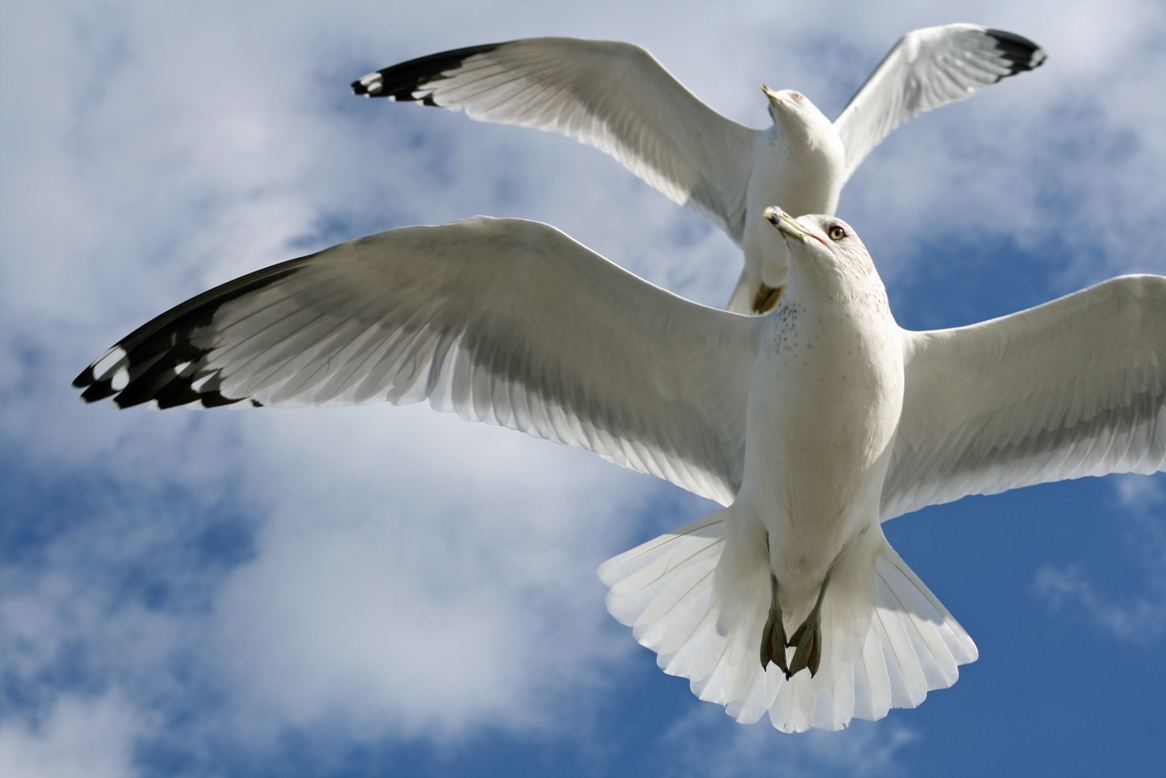
Делаверські мартини взимку є поширеними на узбережжях

- Мартин трипалий, Rissa tridactyla (R)
- Мартин вилохвостий, Xema sabini (VR)
- Мартин канадський, Chroicocephalus philadelphia (U)
- Мартин звичайний, Chroicocephalus ridibundus (R)
- Мартин малий, Hydrocoloeus minutus (VR)
- Leucophaeus atricilla (U)
- Мартин ставковий, Leucophaeus pipixcan (VR)
- Мартин чорнохвостий, Larus crassirostris (VR)
- Мартин делаверський, Larus delawarensis
- Мартин каліфорнійський, Larus californicus (VR)
- Мартин американський, Larus smithsonianus
- Мартин гренландський, Larus glaucoides (R)
- Мартин чорнокрилий, Larus fuscus
- Мартин полярний, Larus hyperboreus (R)
- Мартин морський, Larus marinus (U)
- Крячок бурий, Anous stolidus (VR)
- Крячок білий, Gygis alba (VR)
- Крячок строкатий, Onychoprion fuscatus (R)
- Крячок бурокрилий, Onychoprion anaethetus (R)
- Крячок карибський, Sternula antillarum (U)
- Крячок великодзьобий, Phaetusa simplex (VR)
- Крячок чорнодзьобий, Gelochelidon nilotica (R)
- Крячок каспійський, Hydroprogne caspia (VR)
- Крячок чорний, Chlidonias niger (R)
- Крячок білокрилий, Chlidonias leucopterus (C)
- Крячок рожевий, Sterna dougallii (R)
- Крячок річковий, Sterna hirundo
- Крячок полярний, Sterna paradisaea (U)
- Крячок неоарктичний, Sterna forsteri (U)
- Крячок королівський, Thalasseus maximus (U)
- Крячок рябодзьобий, Thalasseus sandvicensis (U)
- Водоріз американський, Rynchops niger (VR)

## Фаетоноподібні(Phaethontiformes)
Родина: Фаетонові (Phaethontidae)

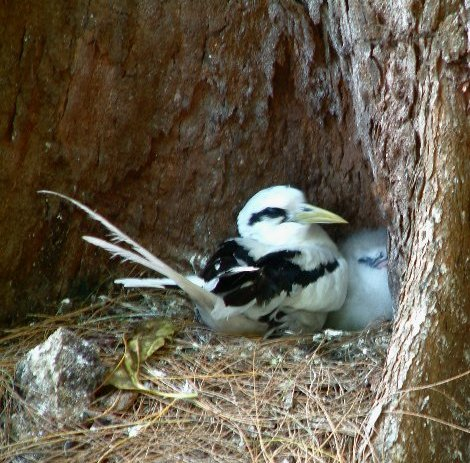
Фаетон білохвостий навесні гніздиться на Бермудських Островах

- Фаетон білохвостий, Phaethon lepturus
- Фаетон червонодзьобий, Phaethon aethereus (VR)

## Гагароподібні(Gaviiformes)
Родина: Гагарові (Gaviidae)
- Гагара білошия, Gavia pacifica (VR)
- Гагара полярна, Gavia immer (VR)

## Буревісникоподібні(Procellariiformes)
Родина: Океанникові (Oceanitidae)
- Океанник Вільсона, Oceanites oceanicus

Родина: Качуркові (Hydrobatidae)
- Качурка північна, Hydrobates leucorhous
- Качурка мадерійська, Hydrobates castro (VR)

Родина: Буревісникові (Procellariidae)

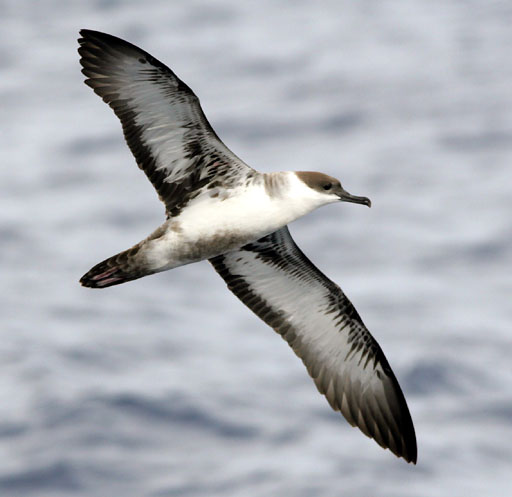
З травня по липень у відкритому морі зустрічаються багато великих буревісників

- Тайфунник бермудський, Pterodroma cahow
- Тайфунник кубинський, Pterodroma hasitata (VR)
- Calonectris diomedea
- Буревісник великий, Ardenna gravis
- Буревісник сивий, Ardenna griseus
- Буревісник малий, Puffinus puffinus
- Буревісник екваторіальний, Puffinus lherminieri (раніше гніздовий) (VR)

## Сулоподібні(Suliformes)
Родина: Фрегатові (Fregatidae)
- Фрегат карибський, Fregata magnificens (R)

Родина: Сулові (Sulidae)
- Сула жовтодзьоба, Sula dactylatra (R)
- Сула білочерева, Sula leucogaster (R)
- Сула атлантична, Morus bassanus (R)

Родина: Бакланові (Phalacrocoracidae)
- Баклан великий, Phalacrocorax carbo (R)
- Баклан вухатий, Nannopterum auritum

## Пеліканоподібні(Pelecaniformes)
Родина: Пеліканові (Pelecanidae)
- Пелікан рогодзьобий, Pelecanus erythrorhynchos (VR)
- Пелікан бурий, Pelecanus occidentalis (R)

Родина: Чаплеві (Ardeidae)

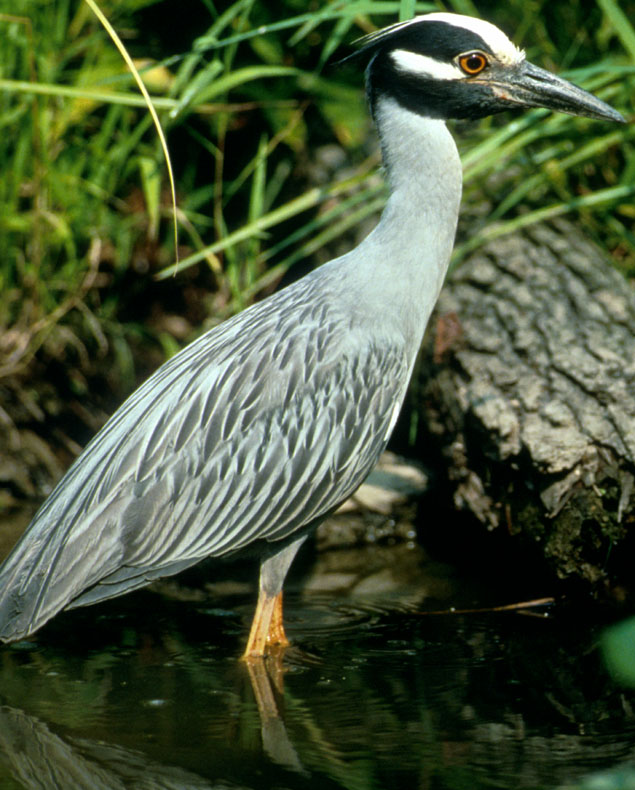
Чорногорлих кваків випускали в дику природу в 1976 і 1978 роках для відновлення популяції бермудських чапель

- Бугай американський, Botaurus lentiginosus (U)
- Бугайчик американський, Ixobrychus exilis (U)
- Чапля північна, Ardea herodias
- Чапля сіра, Ardea cinerea (VR)
- Чепура велика, Ardea alba
- Чепура мала, Egretta garzetta (VR)
- Чепура американська, Egretta thula
- Чепура блакитна, Egretta caerulea (U)
- Чепура трибарвна, Egretta tricolor (U)
- Чепура рудошия, Egretta rufescens (VR)
- Чапля єгипетська, Bubulcus ibis
- Чапля зелена, Butorides virescens
- Чапля мангрова, Butorides striata (VR)
- Квак звичайний, Nycticorax nycticorax (R)
- Квак чорногорлий, Nyctanassa violacea

Родина: Ібісові (Threskiornithidae)
- Ібіс білий, Eudocimus albus (VR)
- Коровайка бура, Plegadis falcinellus (U)

## Катартоподібні(Cathartiformes)
Родина: Катартові (Cathartidae)
- Катарта червоноголова, Cathartes aura (VR)

## Яструбоподібні(Accipitriformes)
Родина: Скопові (Pandionidae)
- Скопа, Pandion haliaetus (U)

Родина: Яструбові (Accipitridae)
- Elanoides forficatus(інші мови) (U)
- Орел-карлик, Hieraaetus pennatus (VR)
- Лунь американський, Circus hudsonius (U)
- Яструб неоарктичний, Accipiter striatus (U)
- Яструб чорноголовий, Accipiter cooperii (VR)
- Яструб великий, Accipiter gentilis (VR)
- Орлан білоголовий, Haliaeetus leucocephalus (VR)
- Ictinia mississippiensis(інші мови) (VR)
- Канюк неоарктичний, Buteo jamaicensis (U)
- Зимняк, Buteo lagopus (VR)
- Канюк бермудський, Bermuteo avivorus (ендемічний, вимерлий)

## Совоподібні(Strigiformes)
Родина: Сипухові (Tytonidae)
- Сипуха крапчаста, Tyto alba (U)

Родина: Совові (Strigidae)

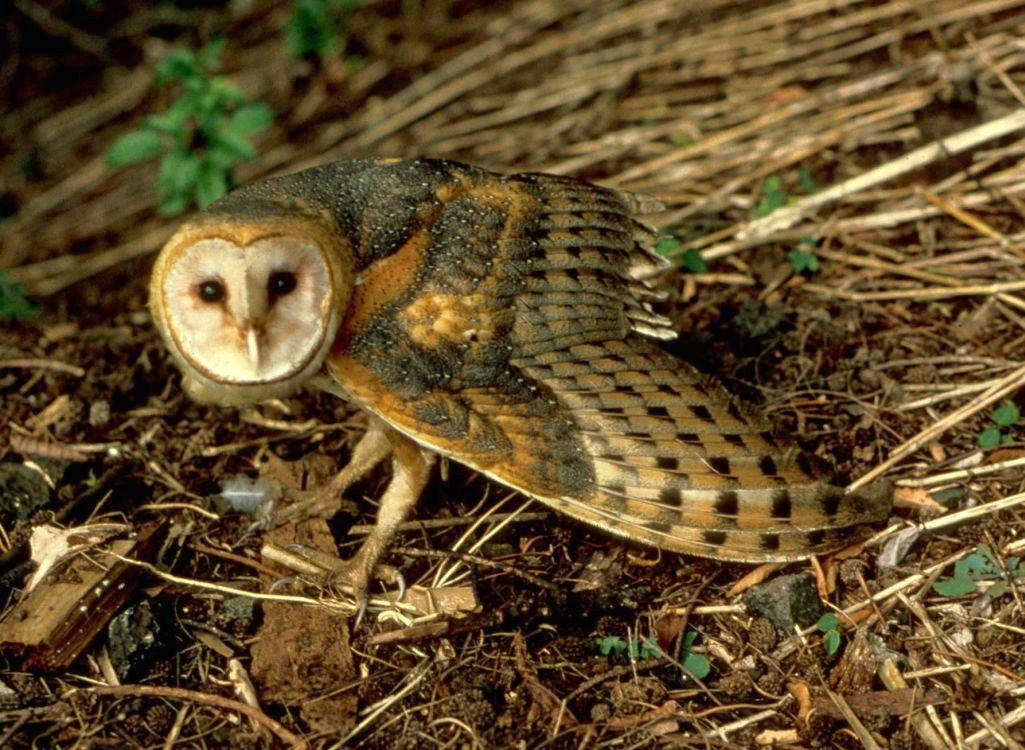
Сипухи поселилися на Бермудах в 1930-х

- Сплюшка північна, Megascops asio (VR)
- Пугач віргінський, Bubo virginianus (VR)
- Сова біла, Bubo scandiacus (VR)
- Сова яструбина, Surnia ulula (VR)
- Сова неоарктична, Strix varia (VR)
- Сова вухата, Asio otus (VR)
- Сова болотяна, Asio flammeus (R)
- Сич північний, Aegolius acadicus (VR)

## Сиворакшоподібні(Coraciiformes)
Родина: Рибалочкові (Alcedinidae)

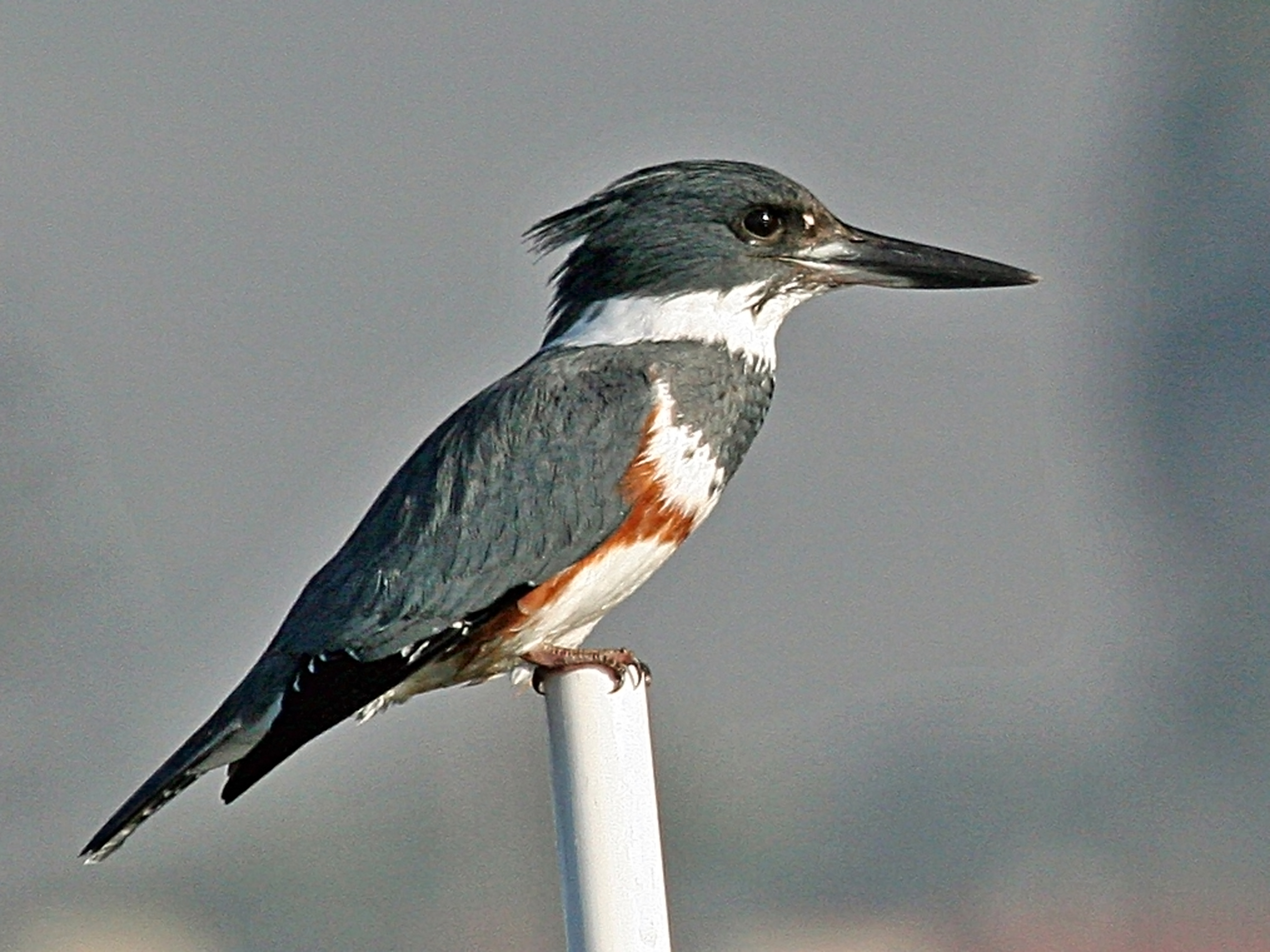
Північні рибалочки-чубані регулярно з'являються на ставках та узбережжях

- Рибалочка-чубань північний, Megaceryle alcyon

## Дятлоподібні(Piciformes)
Родина: Дятлові (Picidae)
- Гіла червоноголова, Melanerpes erythrocephalus (VR)
- Дятел-смоктун жовточеревий, Sphyrapicus varius (U)
- Дятел пухнастий, Dryobates pubescens (VR)
- Дятел волохатий, Dryobates villosus (VR)
- Декол золотистий, Colaptes auratus (R)

## Соколоподібні(Falconiformes)
Родина: Соколові (Falconidae)
- Боривітер звичайний, Falco tinnunculus (VR)
- Боривітер американський, Falco sparverius (U)
- Підсоколик малий, Falco columbarius (U)
- Кречет, Falco rusticolus (VR)
- Сапсан, Falco peregrinus (U)

## Горобцеподібні(Passeriformes)
Родина: Тиранові (Tyrannidae)

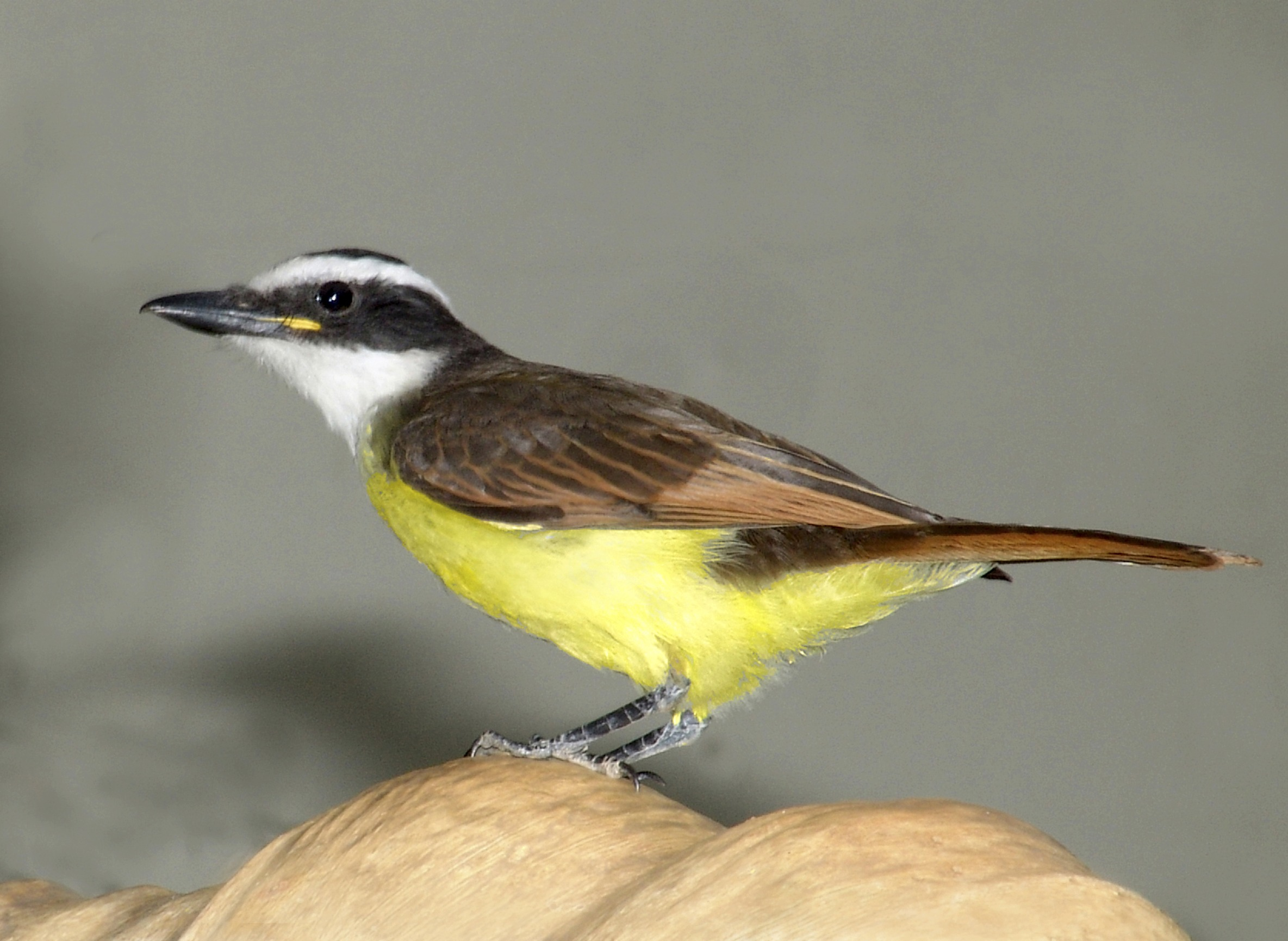
була інтродукована з Тринідаду на Бермуди в 1951 році в безуспішній спробі знищити популяцію ящірок-анолісів

- Копетон світлочеревий, Myiarchus cinerascens (VR)
- Копетон чубатий, Myiarchus crinitus (R)
- Pitangus sulphuratus(інші мови) (I)
- Тиран тропічний, Tyrannus melancholicus (VR)
- Тиран західний, Tyrannus verticalis (R)
- Тиран королівський, Tyrannus tyrannus (U)
- Тиран сірий, Tyrannus dominicensis (R)
- Тиран мексиканський, Tyrannus forficatus (VR)
- Тиран вилохвостий, Tyrannus savana (VR)
- Піві північний, Contopus cooperi (VR)
- Піві лісовий, Contopus virens (U)
- Піві-малюк жовточеревий, Empidonax flaviventris (R)
- Піві-малюк оливковий, Empidonax virescens (R)
- Піві-малюк вільховий, Empidonax alnorum (U)
- Піві-малюк вербовий, Empidonax traillii (U)
- Піві-малюк сизий, Empidonax minimus (U)
- Sayornis phoebe(інші мови) (U)
- Sayornis saya(інші мови) (VR)

Родина: Віреонові (Vireonidae)
- Віреон білоокий, Vireo griseus

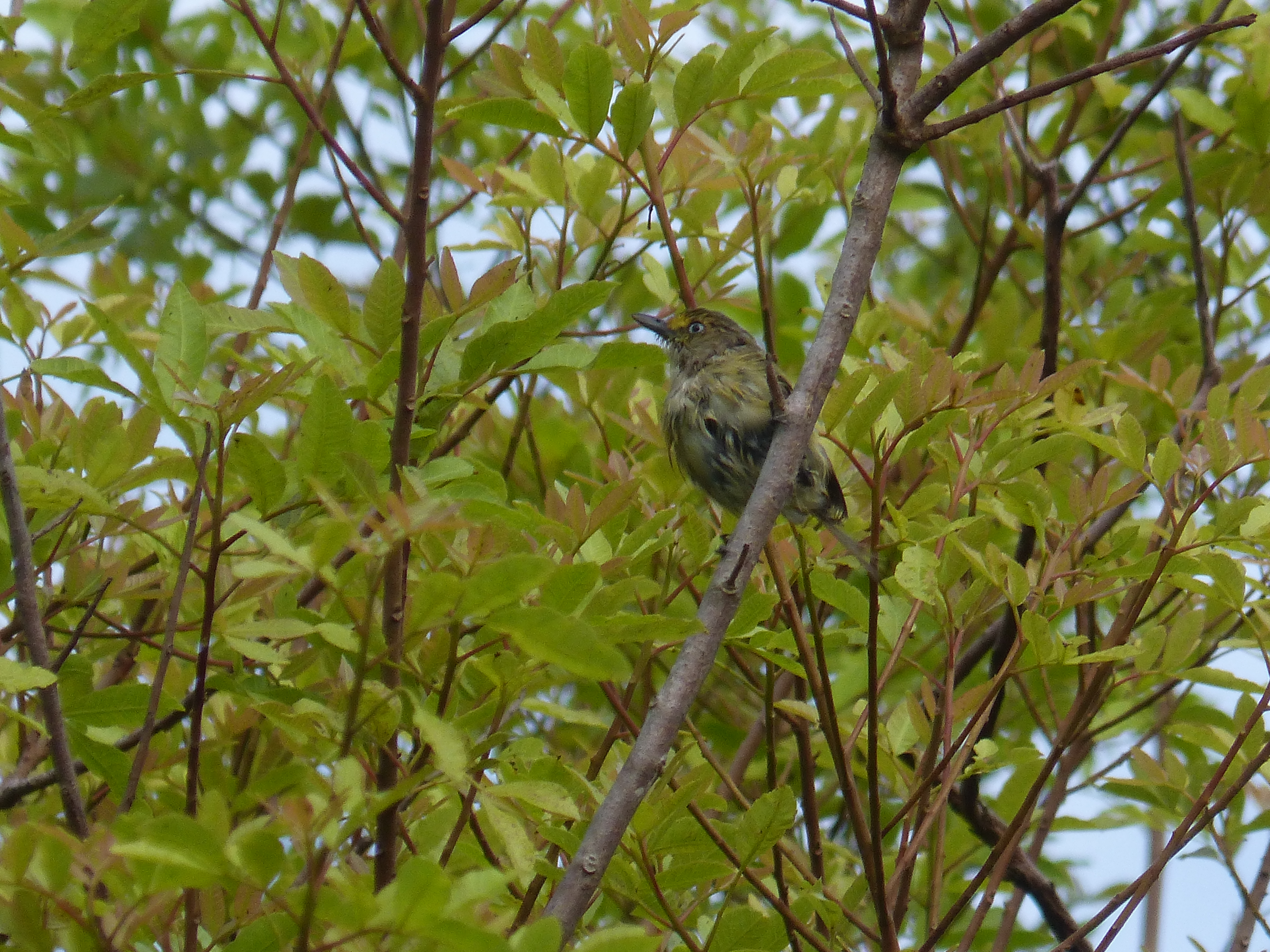
Підвид білоокого віреона (Vireo griseus bermudianus) є ендеміком Бермудських Островів

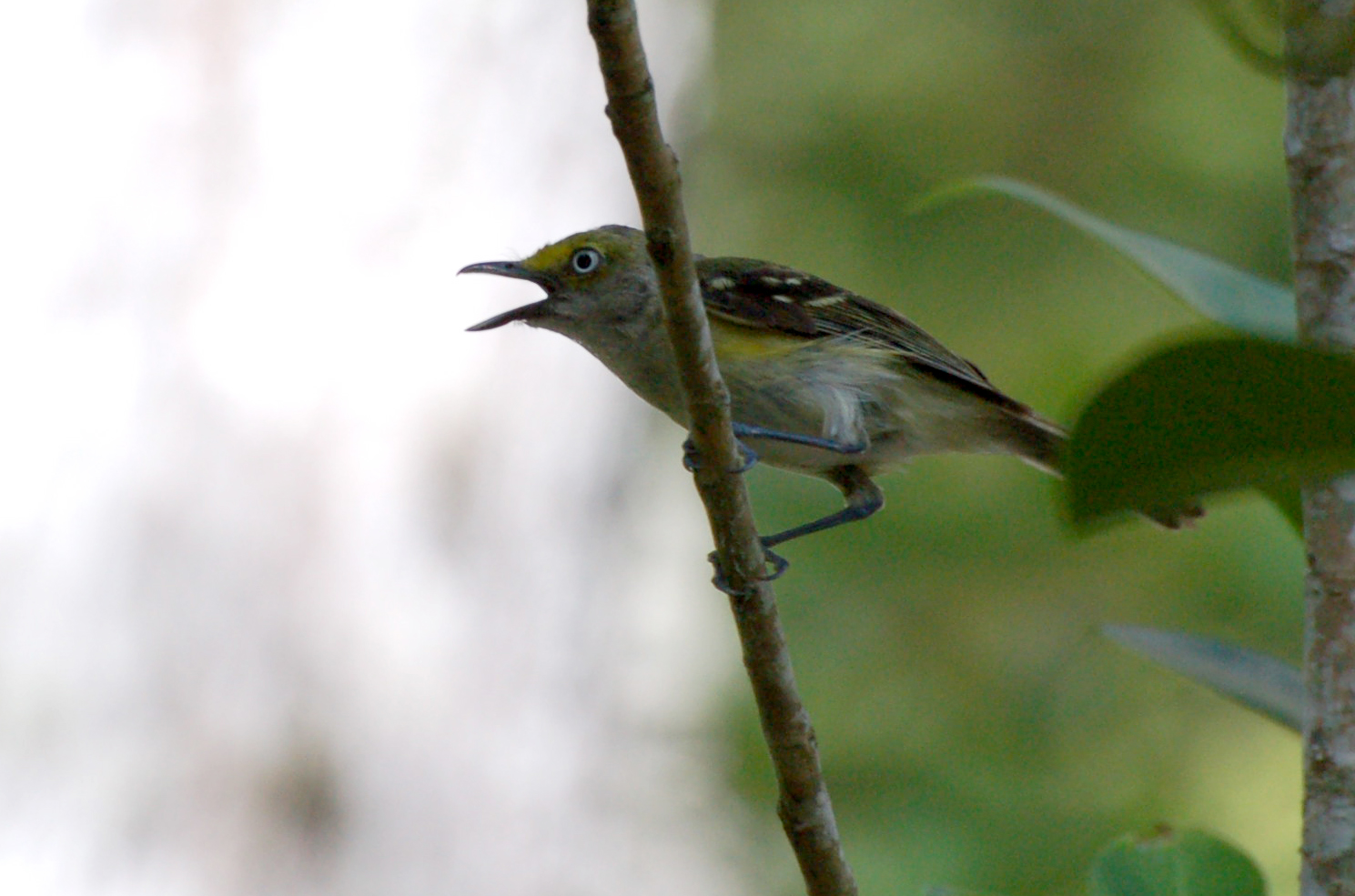
Крім ендемічного підвиду, білоокі віреони з Північної Америки з'являються на островах в негніздовий період

- Віреон жовтогорлий, Vireo flavifrons (U)
- Віреон сизоголовий, Vireo solitarius (R)
- Віреон цитриновий, Vireo philadelphicus (U)
- Віреон світлобровий, Vireo gilvus (U)
- Віреон червоноокий, Vireo olivaceus
- Віреон білочеревий, Vireo flavoviridis (VR)
- Віреон чорновусий, Vireo altiloquus (VR)

Родина: Сорокопудові (Laniidae)
- Сорокопуд американський, Lanius ludovicianus (VR)
- Сорокопуд північний, Lanius borealis (R)

Родина: Воронові (Corvidae)

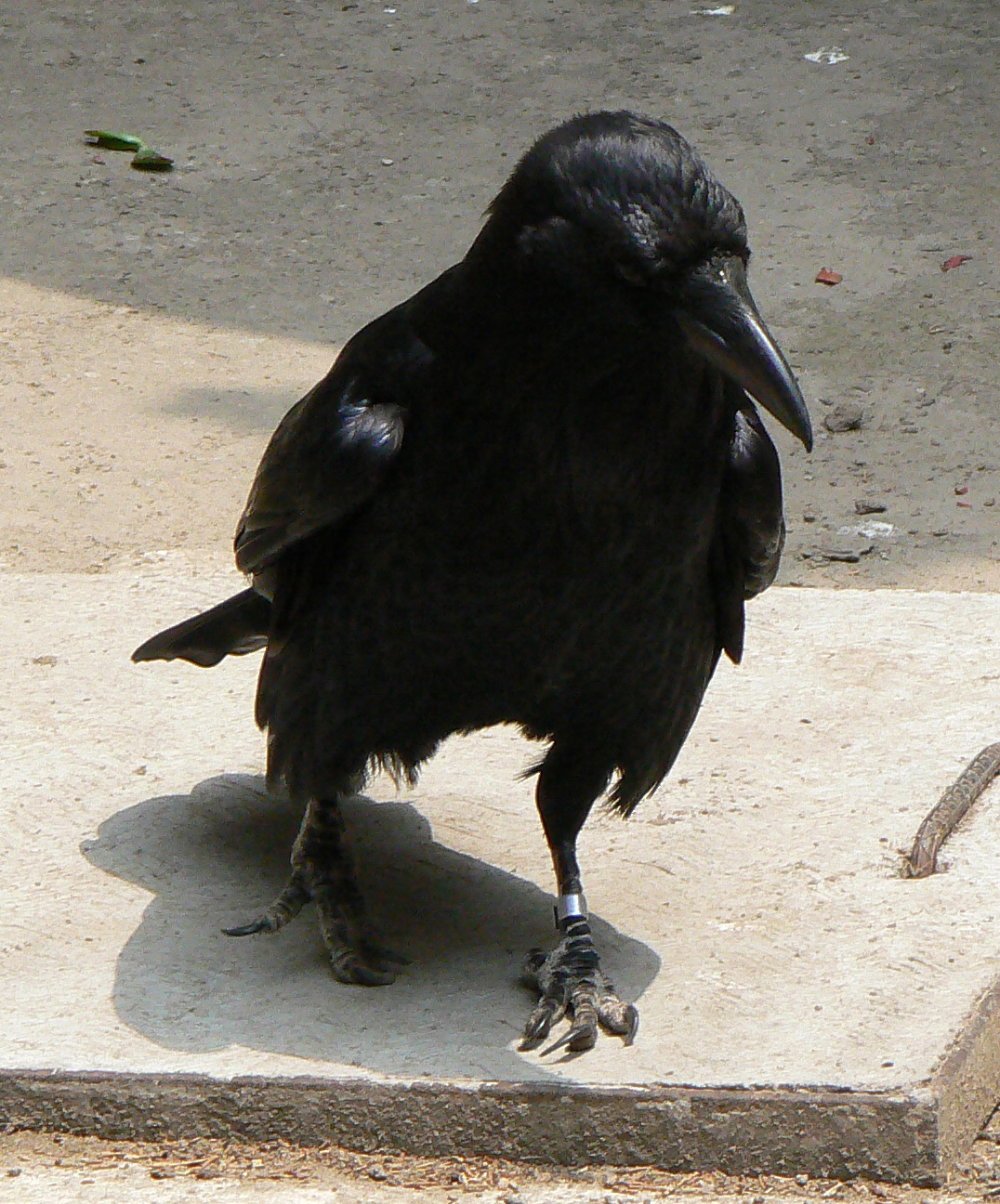
Американська ворона була інтродукована в 1840 році і нині вважається шкідником

- Сизойка блакитна, Cyanocitta cristata (VR)
- Ворона американська, Corvus brachyrhynchos (I)
- Крук звичайний, Corvus corax (VR)

Родина: Жайворонкові (Alaudidae)
- Жайворонок польовий, Alauda arvensis (VR)
- Жайворонок рогатий, Eremophila alpestris (R)

Родина: Ластівкові (Hirundinidae)

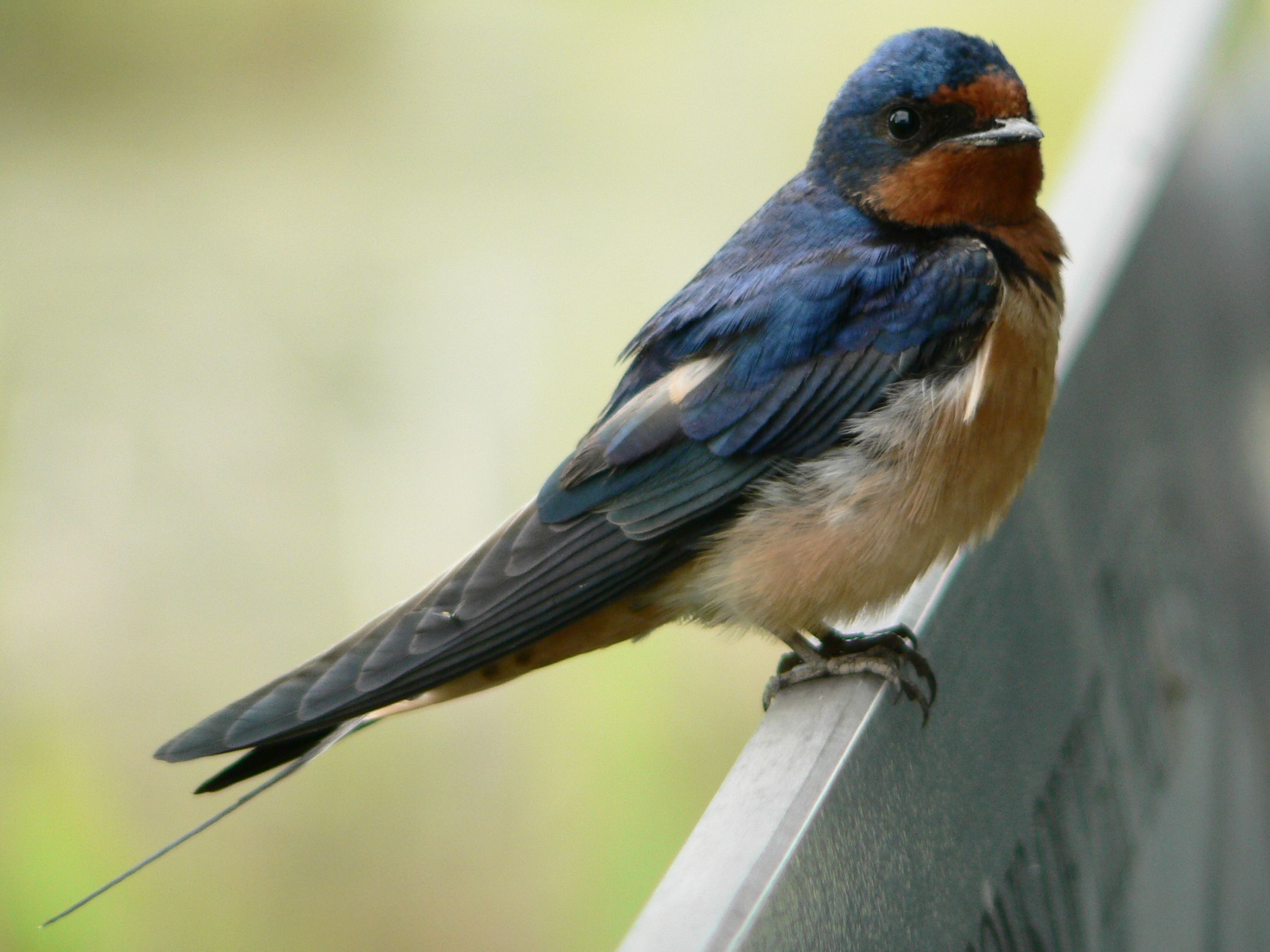
Сільські ластівки поширені на відкритій місцевості в період міграції

- Ластівка берегова, Riparia riparia (U)
- Білозорка річкова, Tachycineta bicolor
- Ластівка північна, Stelgidopteryx serripennis (VR)
- Щурик пурпуровий, Progne subis (U)
- Щурик антильський, Progne dominicensis (VR)
- Ластівка сільська, Hirundo rustica
- Ластівка міська, Delichon urbicum (VR)
- Ясківка білолоба, Petrochelidon pyrrhonota (U)
- Ясківка печерна, Petrochelidon fulva (VR)

Родина: Вівчарикові (Phylloscopidae)
- Вівчарик шелюговий, Phylloscopus borealis (VR)

Родина: Золотомушкові (Regulidae)
- Золотомушка рубіновочуба, Corthylio calendula (R)
- Золотомушка світлоброва, Regulus satrapa (R)

Родина: Омелюхові (Bombycillidae)
- Омелюх звичайний, Bombycilla garrulus (VR)
- Омелюх американський, Bombycilla cedrorum

Родина: Повзикові (Sittidae)
- Повзик канадський, Sitta canadensis (R)
- Повзик каролінський, Sitta carolinensis (VR)

Родина: Підкоришникові (Certhiidae)
- Підкоришник американський, Certhia americana (VR)

Родина: Воловоочкові (Troglodytidae)
- Волоочко співоче, Troglodytes aedon (VR)
- Волоочко канадське, Troglodytes hiemalis (VR)
- Овад болотяний, Cistothorus palustris (VR)

Родина: Пересмішникові (Mimidae)

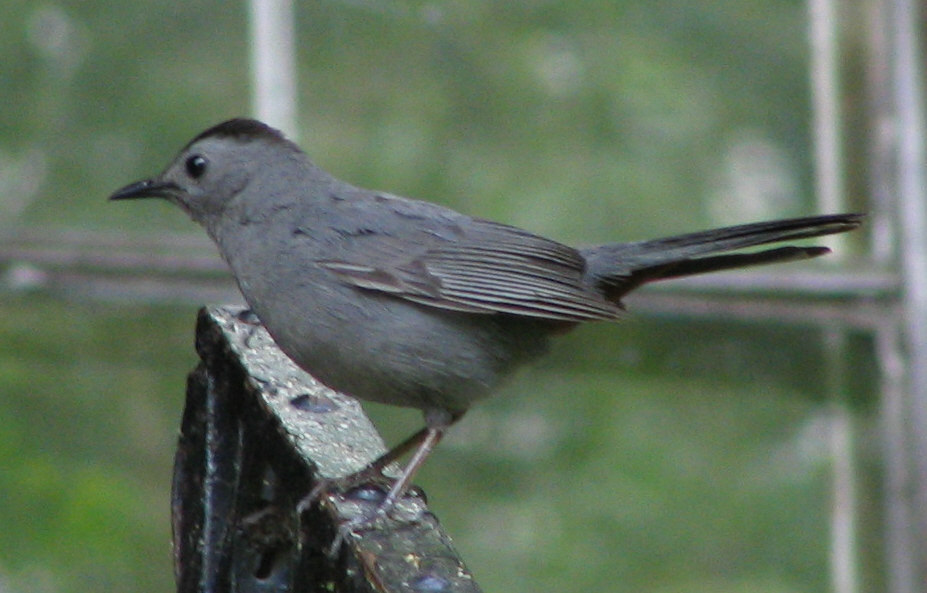
Пересмішник сірий гніздиться на Бермудах

- Пересмішник сірий, Dumetella carolinensis
- Тремблер прямодзьобий, Toxostoma rufum (R)
- Пересмішник багатоголосий, Mimus polyglottos (VR)

Родина: Шпакові (Sturnidae)

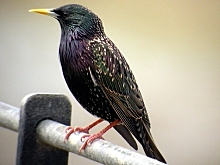
Шпак звичайний спочатку був інтродукований в США, а згоджом заселив Бермуди. Нині це поширений гніздовий вид.

- Шпак звичайний, Sturnus vulgaris (I)

Родина: Дроздові (Turdidae)
- Блакитник східний, Sialia sialis

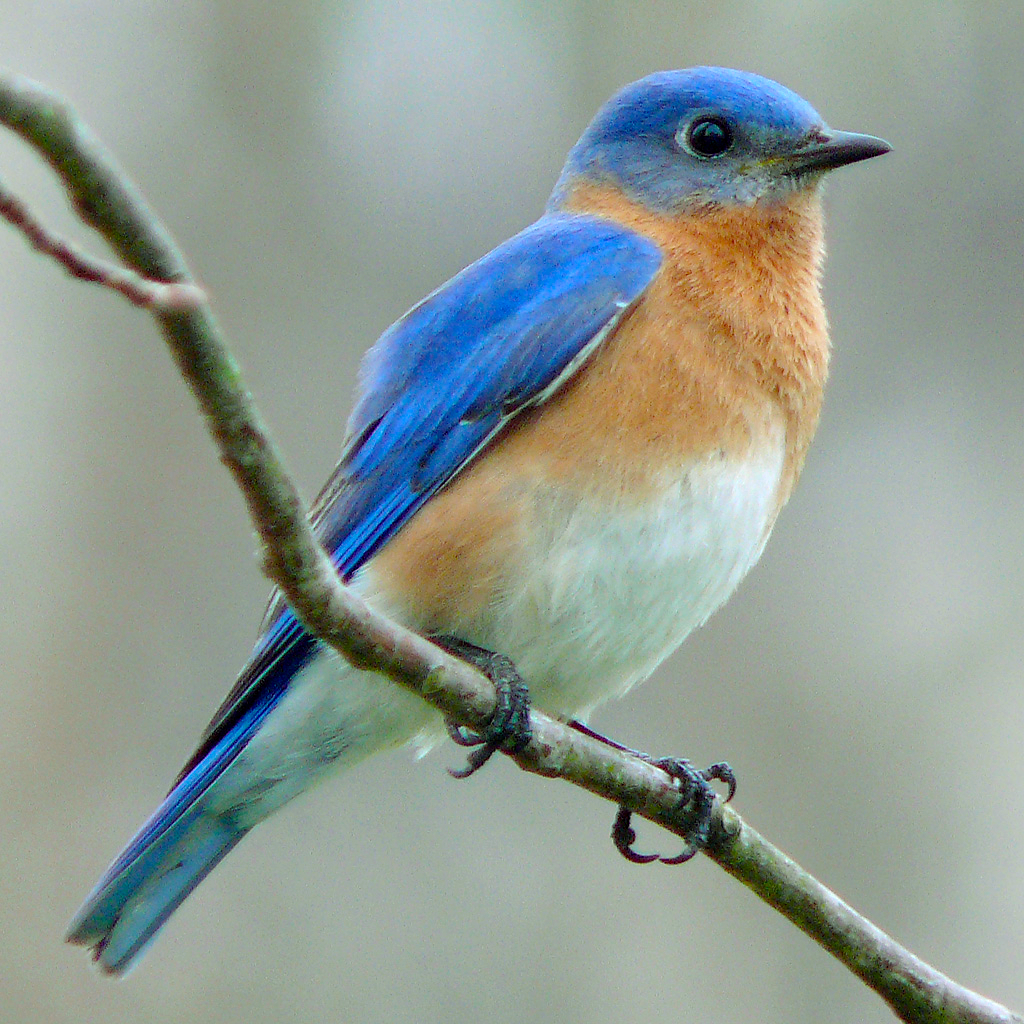
Східний блакитник страждає через конкуренцію з інтродукованими видами та через зникнення бермудського ялівця

- Дрізд-короткодзьоб бурий, Catharus fuscescens (R)
- Дрізд-короткодзьоб малий, Catharus minimus (R)
- Дрізд-короткодзьоб канадський, Catharus bicknelli (VR)
- Дрізд-короткодзьоб Свенсона, Catharus ustulatus (R)
- Дрізд-короткодзьоб плямистоволий, Catharus guttatus (U)
- Дрізд лісовий, Hylocichla mustelina (R)
- Дрізд мандрівний, Turdus migratorius (U)
- Квічаль рудобровий, Ixoreus naevius (VR)

Родина: Мухоловкові (Muscicapidae)
- Мухоловка сибірська, Muscicapa sibirica (VR)
- Кам'янка звичайна, Oenanthe oenanthe (VR)

Родина: Астрильдові (Estrildidae) 
- Астрильд золотощокий, Estrilda melpoda (I) (VR)
- Астрильд смугастий, Estrilda astrild (I) (VR)

Родина: Горобцеві (Passeridae)

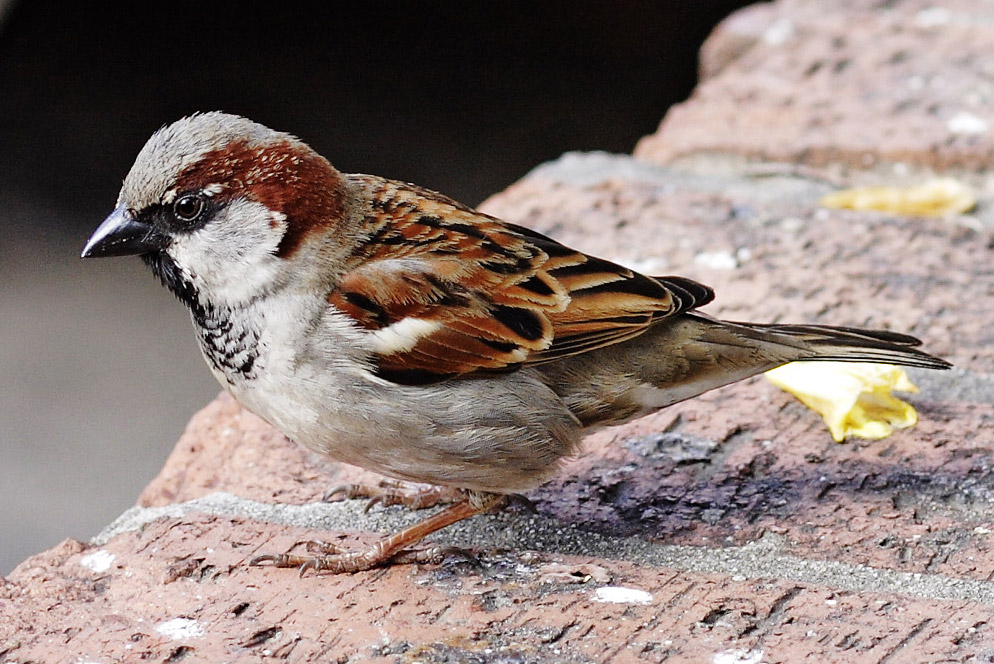
Хатні горобці були інтродуковані в 1875 році і нині є досить поширеними

- Горобець хатній, Passer domesticus (I)

Родина: Плискові (Motacillidae)
- Щеврик американський, Anthus rubescens (U)

Родина: В'юркові (Fringillidae)
- Coccothraustes vespertinus (VR)

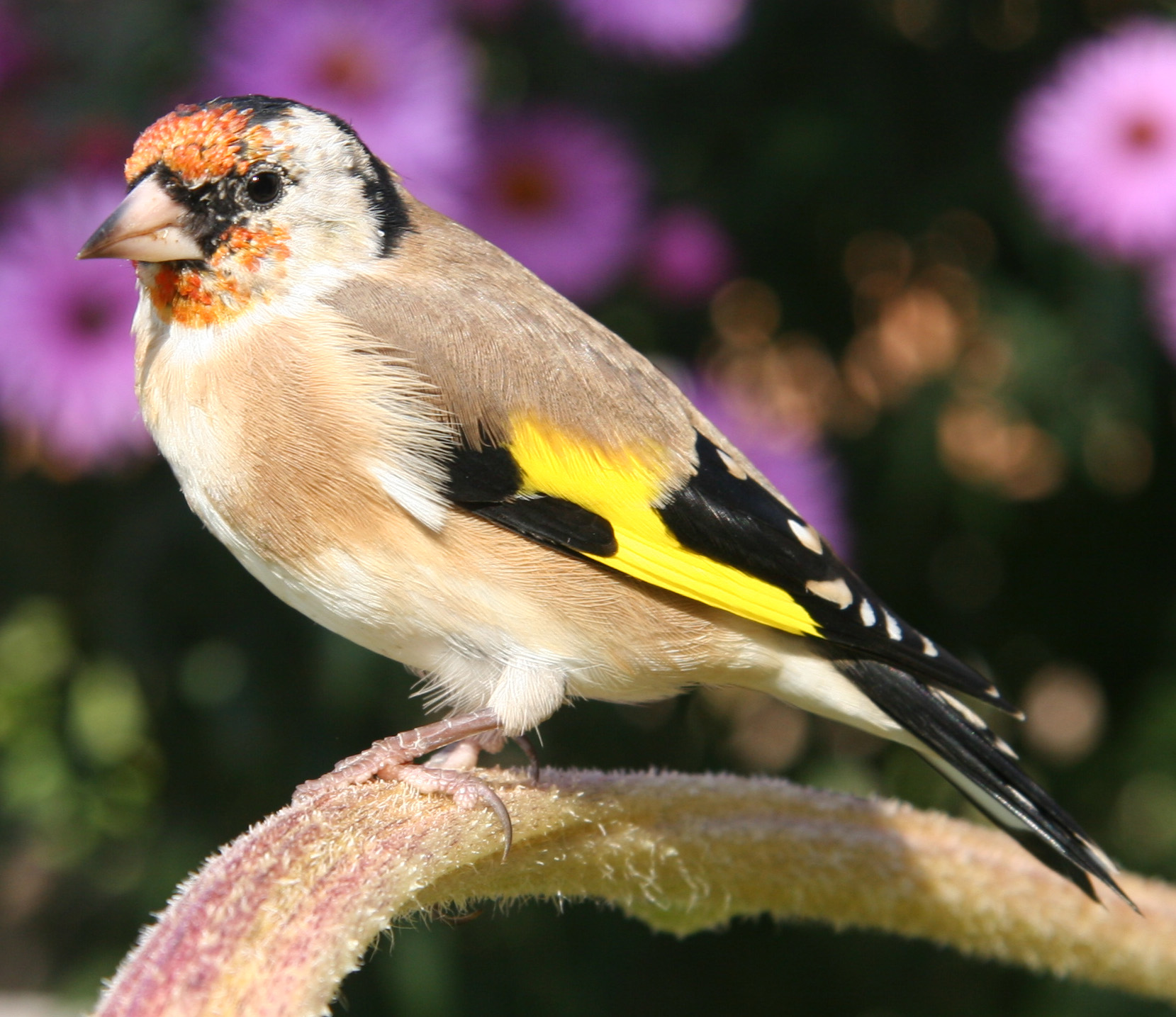
Щиглик звичайний був інтродукований на Бермудах

- Смеречник тайговий, Pinicola enucleator (VR)
- Haemorhous purpureus(інші мови) (VR)
- Чечітка звичайна, Acanthis flammea (R)
- Шишкар ялиновий, Loxia curvirostra (VR)
- Шишкар білокрилий, Loxia leucoptera (VR)
- Чиж сосновий, Spinus pinus (VR)
- Чиж золотий, Spinus tristis (VR)
- Щиглик звичайний, Carduelis carduelis (I)

Родина: Calcariidae
- Подорожник лапландський, Calcarius lapponicus (VR)
- Пуночка снігова, Plectrophenax nivalis (R)

Родина: Passerellidae

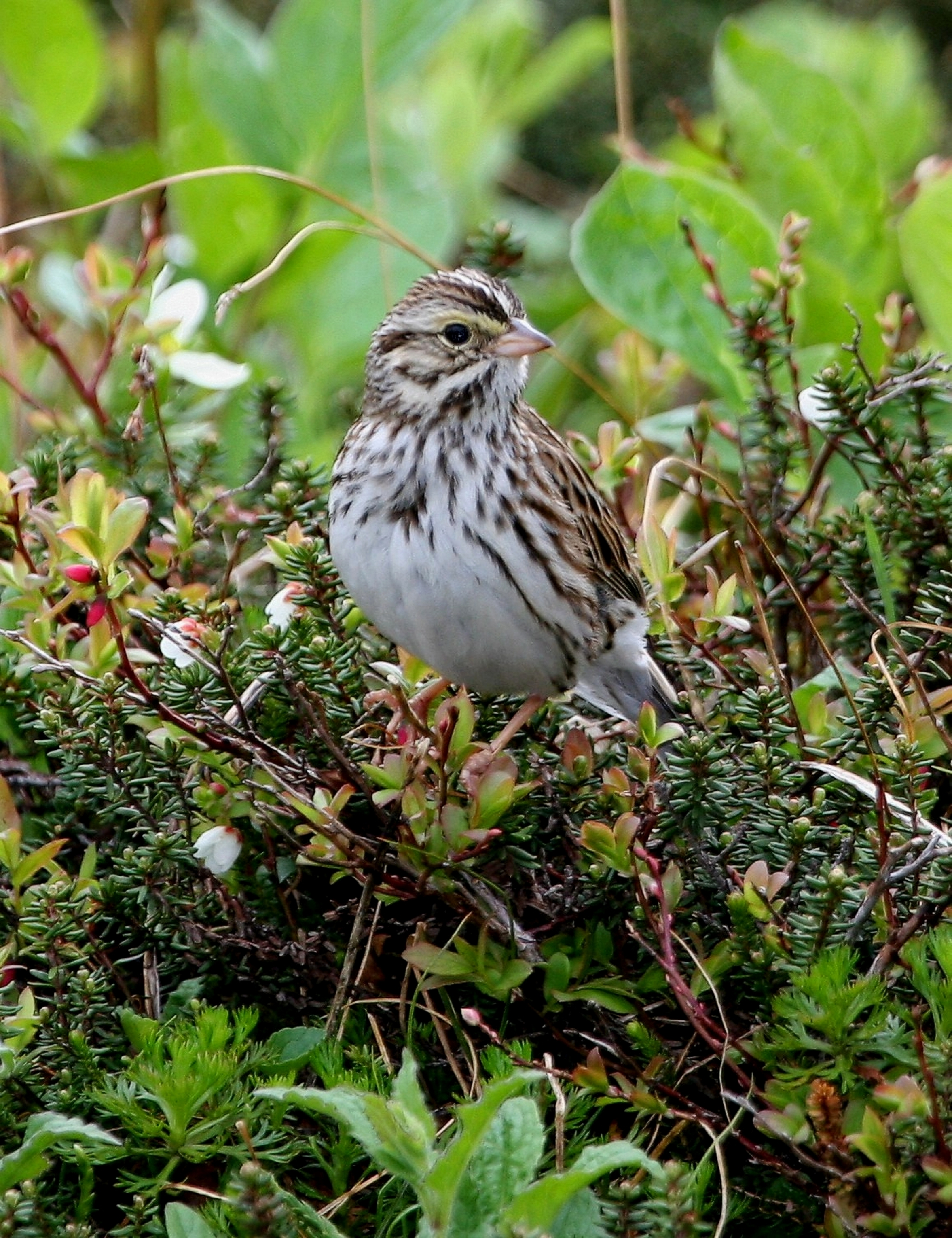
Вівсянка саванова є поширеним мігрантом на Бермудах

- Багновець прерієвий, Ammodramus savannarum (U)
- Потюк, Chondestes grammacus (VR)
- Карнатка білоброва, Spizella passerina (U)
- Карнатка бліда, Spizella pallida (R)
- Карнатка польова, Spizella pusilla (VR)
- Вівсянка рябогруда, Passerella iliaca (R)
- Юнко сірий, Junco hyemalis (U)
- Бруант білобровий, Zonotrichia leucophrys (U)
- Бруант білогорлий, Zonotrichia albicollis (U)
- Вівсянка польова, Pooecetes gramineus (R)
- Ammospiza lecontii (VR)
- Багновець блідий, Ammospiza nelsoni (VR)
- Вівсянка саванова, Passerculus sandwichensis
- Пасовка співоча, Melospiza melodia (R)
- Пасовка вохриста, Melospiza lincolnii (U)
- Пасовка болотяна, Melospiza georgiana (U)
- Тауї східний, Pipilo erythrophthalmus (VR)

Родина: Icteriidae
- Іктерія, Icteria virens (R)

Родина: Трупіалові (Icteridae)

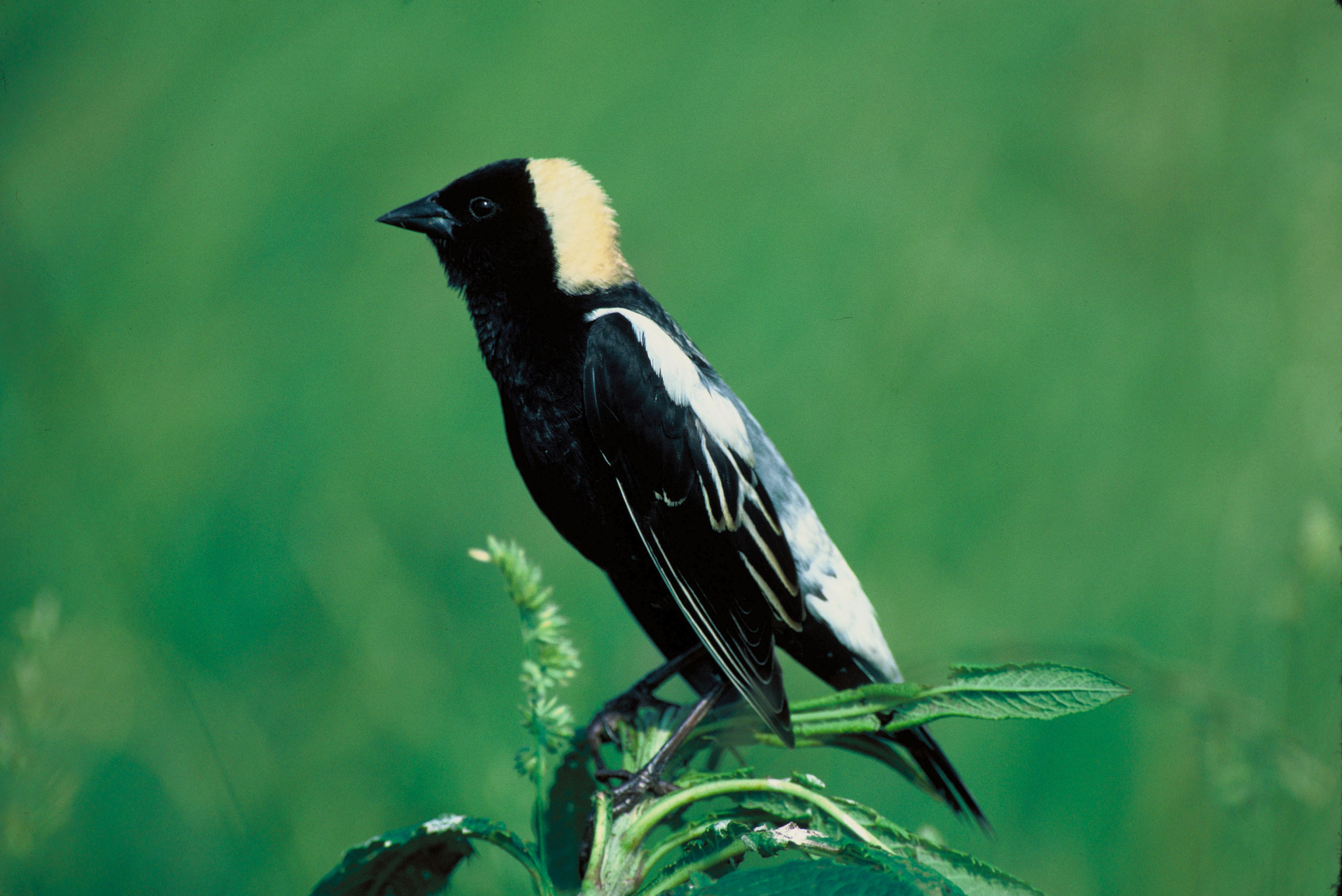
Багато перелітних гоглу з'являються на Бермудах у вересні і жовтні

- Тордо жовтоголовий, Xanthocephalus xanthocephalus (VR)
- Гоглу, Dolichonyx oryzivorus
- Шпаркос східний, Sturnella magna (VR)
- Трупіал садовий, Icterus spurius (R)
- Трупіал балтиморський, Icterus galbula (U)
- Еполетник червоноплечий, Agelaius phoeniceus (R)
- Вашер буроголовий, Molothrus ater (R)
- Трупіалець північний, Euphagus carolinus (VR)
- Гракл пурпуровошиїй, Quiscalus quiscula (VR)

Родина: Піснярові (Parulidae)

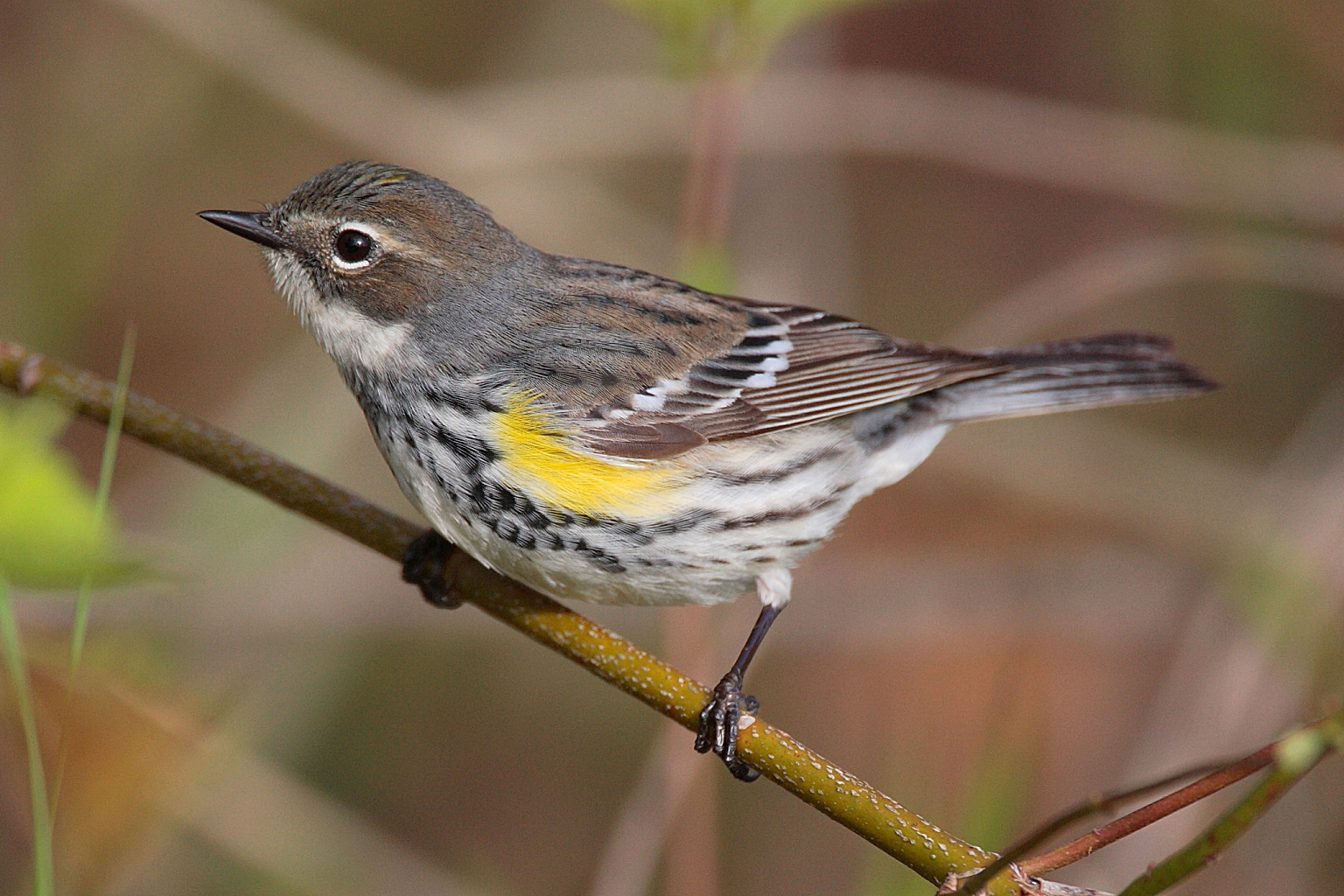
Пісняр-лісовик жовтогузий є поширеним перелітним видом птахів, зустрічається у великих зграях

- Смугастоволець оливковий, Seiurus aurocapilla
- Пісняр-борсучок, Helmitheros vermivorum (U)
- Смугастоволець білобровий, Parkesia motacilla (U)
- Смугастоволець річковий, Parkesia noveboracensis
- Червоїд золотокрилий (Vermivora chrysoptera) (R)
- Червоїд жовтоголовий, Vermivora cyanoptera (U)
- Пісняр строкатий, Mniotilta varia
- Пісняр жовтий, Protonotaria citrea (U)
- Пісняр бурий, Limnothlypis swainsonii (R)
- Червоїд світлобровий, Leiothlypis peregrina (U)
- Червоїд оливковий, Leiothlypis celata (U)
- Червоїд сіроголовий, Leiothlypis ruficapilla (U)
- Цитринка сіровола, Oporornis agilis (U)
- Цитринка західна, Geothlypis tolmiei (VR)
- Цитринка чорновола, Geothlypis philadelphia (U)
- Цитринка жовтогорла, Geothlypis formosa (U)
- Жовтогорлик північний, Geothlypis trichas
- Болотянка чорногорла, Setophaga citrina (U)
- Пісняр горихвістковий, Setophaga ruticilla
- Пісняр-лісовик мічиганський, Setophaga kirtlandii (VR)
- Пісняр-лісовик рудощокий, Setophaga tigrina (U)
- Пісняр-лісовик блакитний, Setophaga cerulea (R)
- Пісняр північний, Setophaga americana
- Пісняр-лісовик канадський, Setophaga magnolia (U)
- Пісняр-лісовик каштановий, Setophaga castanea (U)
- Пісняр-лісовик рудоволий, Setophaga fusca (U)
- Пісняр-лісовик золотистий, Setophaga petechia
- Пісняр-лісовик рудобокий, Setophaga pensylvanica
- Пісняр-лісовик білощокий, Setophaga striata
- Пісняр-лісовик сизий, Setophaga caerulescens (U)
- Пісняр-лісовик рудоголовий, Setophaga palmarum
- Пісняр-лісовик сосновий, Setophaga pinus (U)
- Пісняр-лісовик жовтогузий, Setophaga coronata
- Пісняр-лісовик чорнощокий, Setophaga dominica (U)
- Пісняр-лісовик прерієвий, Setophaga discolor (U)
- Пісняр-лісовик західний, Setophaga townsendi (VR)
- Пісняр-лісовик чорногорлий, Setophaga virens (U)
- Болотянка строкатовола, Cardellina canadensis (U)
- Болотянка мала, Cardellina pusilla (U)

Родина: Кардиналові (Cardinalidae)

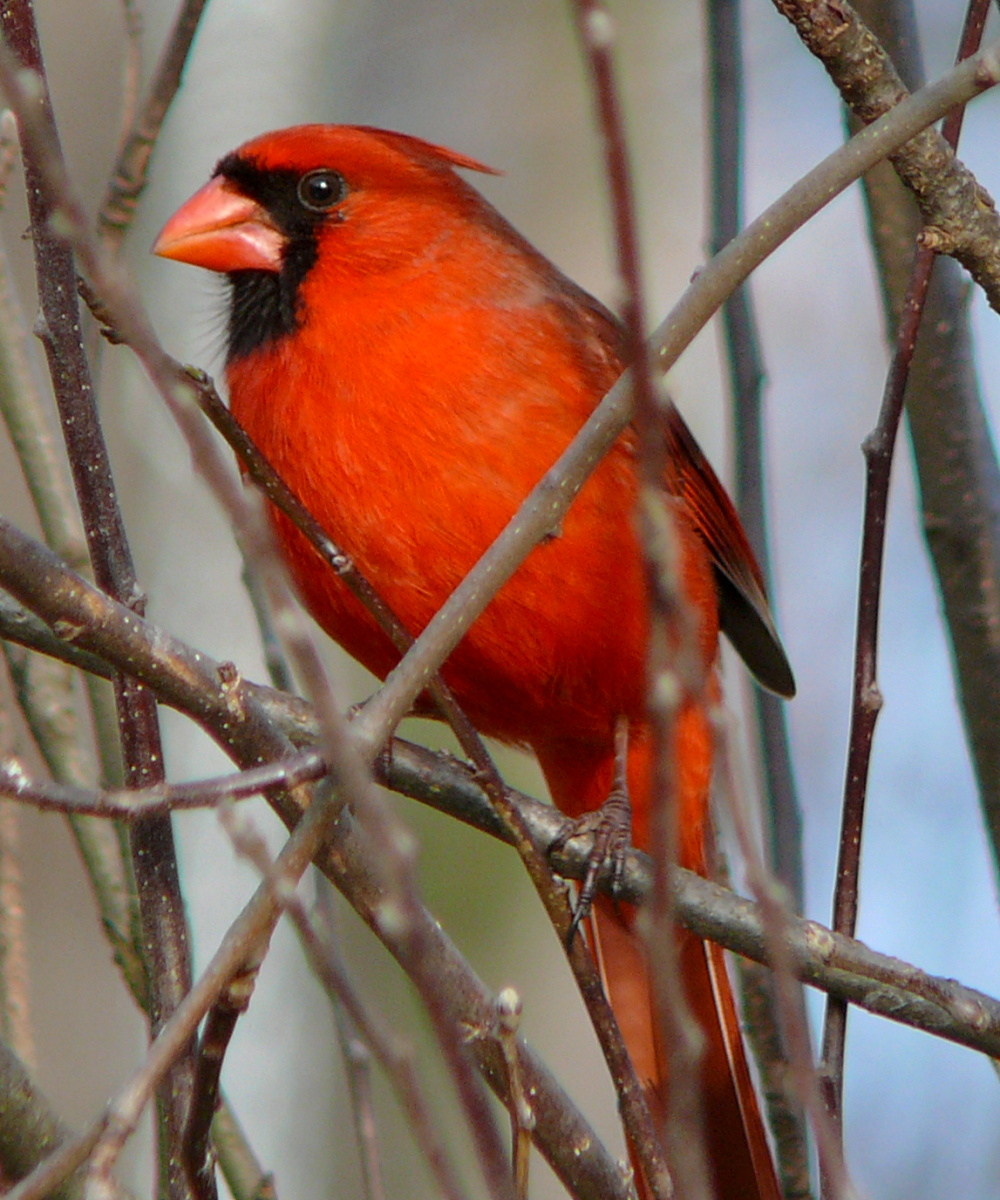
Інтродукований червоний кардинал мешкає в парках і садах

- Піранга пломениста, Piranga rubra (U)
- Піранга кармінова, Piranga olivacea (U)
- Піранга жовтогуза, Piranga ludoviciana (VR)
- Кардинал червоний, Cardinalis cardinalis (I)
- Кардинал-довбоніс червоноволий, Pheucticus ludovicianus (U)
- Скригнатка синя, Passerina caerulea (U)
- Скригнатка індигова, Passerina cyanea
- Скригнатка райдужна, Passerina ciris (VR)
- Лускун, Spiza americana (R)